# (6470) Aldrin
Pour l’article homonyme, voir Aldrin.
(6470) Aldrin est un astéroïde de la ceinture principale découvert par Antonín Mrkos à l'observatoire Kleť.
Il a été ainsi baptisé en hommage à Buzz Aldrin, astronaute américain né en 1930, qui fit partie de la première expédition lunaire Apollo 11 au cours de laquelle il fut le deuxième homme à marcher sur la lune, 15 minutes après Neil Armstrong.

Une formation géologique sur la Lune porte également son nom.